# Каменка (Боханский район)
Ка́менка — село в Боханском районе Иркутской области. Административный центр Каменского сельского поселения.

## География
Находится на правом берегу реки Ангары, у впадения в неё реки Иды, в 32 км к западу от районного центра — посёлка Бохан.

## История
Село было основано в 1650 году для сбора ясака с бурятов и постепенно стало центром аграрной промышленности на территории Прибайкалья.
Здесь в устье р. Иды в XVII в. был основан Идинский острог.
В 1671 году возле острога поселились 11 русских крестьянских семей.
В 1672 году здесь произвели первую запашку хлеба.
В 1687 году в селе было около 200 бурятских юрт и 30 крестьянских дворов.
После открытия железнорудных залежей начинается развитие железоделательного производства. Кричное железо и железные изделия поставлялись в Иркутск, Илимск и Нерчинск. В 1694 году в поселении работало 15 кузниц.
К концу XVII века поселение состояло из двух обнесённых частоколом башен. Здесь находились караульная и приказная избы, казённые амбары, дом приказчика, рядом с острогом появилась кузнечная слобода.
В 1735 году в остроге действовало 19 рудоплавильных печей. В остроге готовили квас, а в окрестностях добывали соль.
В XIX веке возле острога по обе стороны Иды возникли два поселения: Верхне- и Нижнеосторожская. Они соединились и получили общее название Каменка — от каменистого места, на котором расположено село. Верхне-Острожное считалось центром Идинской слободы Балаганского округа.
В 1926 году село Верхне-Острожное состояло из 125 хозяйств, основное население — русские. Центр Идинского сельсовета Черемховского района Иркутского округа Сибирского края.
Острог был затоплен при сооружении Братской ГЭС.

## Население
| 2002 | 2010 | 2011 | 2012 |
| ---- | ---- | ---- | ---- |
| 1038 | ↘855 | →855 | ↘835 |

По данным Всероссийской переписи, в 2010 году в селе проживало 855 человек (386 мужчин и 469 женщин).